# فلت راک، شهرستان سری، کارولینای شمالی
فلت راک (به انگلیسی: Flat Rock) یک منطقهٔ مسکونی در ایالات متحده آمریکا است که در شهرستان سری، کارولینای شمالی واقع شده‌است. فلت راک ۱٬۶۹۰ نفر جمعیت دارد.